# Pseudoyersinia lagrecai
Pseudoyersinia lagrecai Lombardo, 1984 è una mantide endemica della Sicilia.
L'epiteto specifico è un omaggio all'entomologo Marcello La Greca (1914-2001).